# Lijst van beklimmingen in Dwars door Vlaanderen
De lijst van beklimmingen in Dwars door Vlaanderen geeft een overzicht van heuvels die onderdeel zijn (geweest) van het parcours van de wielerklassieker Dwars door Vlaanderen.

## B
- Berendries
- Berg ten Houte

## C
- Côte d'Amay
- Côte de les Hauts
- Côte d'Embourg
- Côte de Lustin
- Côte du Hurdumont

## E
- Edelareberg
- Eikenberg

## H
- Hellestraat
- Helling van Heist-op-den-Berg
- Holstraat (Anzegem)
- Holstraat (Nokere)
- Hotondberg

## K
- Kalkhoveberg
- Kanarieberg
- Kattenberg
- Keiweg-Leberg
- Kemmelberg
- Kluisberg
- Knokteberg
- Kortekeer
- Kruisberg
- Kwaremont

## L
- Ladeuze
- Leberg

## M
- Molenhoek

## N
- Nieuwe Kwaremont
- Nokere
- Nokereberg

## O
- Oude Kwaremont

## P
- Parikeberg
- Paterberg

## S
- Steenbeekdries
- Stooktestraat

## T
- Taaienberg
- Tiegemberg

## V
- Valkenberg
- Varent
- Volkegemberg

## W
- Wolvenberg

## Z
- Zeelstraat

1945 · 1946 · 1947 · 1948 · 1949 · 1950 · 1951 · 1952 · 1953 · 1954 · 1955 · 1956 · 1957 · 1958 · 1959 · 1960 · 1961 · 1962 · 1963 · 1964 · 1965 · 1966 · 1967 · 1968 · 1969 · 1970 · 1971 · 1972 · 1973 · 1974 · 1975 · 1976 · 1977 · 1978 · 1979 · 1980 · 1981 · 1982 · 1983 · 1984 · 1985 · 1986 · 1987 · 1988 · 1989 · 1990 · 1991 · 1992 · 1993 · 1994 · 1995 · 1996 · 1997 · 1998 · 1999 · 2000 · 2001 · 2002 · 2003 · 2004 · 2005 · 2006 · 2007 · 2008 · 2009 · 2010 · 2011 · 2012 · 2013 · 2014 · 2015 · 2016 · 2017 · 2018 · 2019 · 2020 · 2021 · 2022 · 2023 · 2024

Lijst van beklimmingen